# SMS Friedrich der Große
SMS Friedrich der Große bylo druhé plavidlo bitevních lodí třídy Kaiser německého císařského námořnictva. Kýl lodi byl položen 26. ledna 1910 v loděnici AG Vulcan v Hamburku, na vodu byla spuštěna 10. června 1911 a do služby se dostala 15. října 1912. Vybavena byla deseti děly ráže 305 mm (12 palců) v pěti věžích po dvou a dosahovala maximální rychlosti 22,4 uzlů (41,5 km/h). Friedrich der Große byl přidělen k III. bitevní eskadře Širokomořského loďstva, kde sloužil po většinu první světové války a od uvedení do služby do roku 1917 sloužil jako vlajková loď.
Spolu se čtyřmi sesterskými loděmi Kaiserem, Kaiserin, König Albert a Prinzregent Luitpold se Friedrich der Große účastnil všech hlavních operací floty první světové války, včetně bitvě u Jutska 31. května - 1. června 1916. Tím, že se nacházel zhruba v centru německé linie, nebyl Friedrich der Grosse do bitvy tak silně zapojen jako lodě König a Grosser Kurfürst v čele linie a bitevní křižníky I průzkumné skupiny, čili z bitvy vyšel zcela nepoškozen. V roce 1917 jej v pozici vlajkové lodi nahradila nová bitevní loď Baden.
Po porážce Německa ve válce a podepsání příměří v listopadu 1918 byl Friedrich der Grosse a většina válečných lodí Širokomořského loďstva internován britským královským námořnictvem ve Scapa Flow. 21. června 1919, několik dní před podpisem smlouvy, velitel internované floty kontradmirál Ludwig von Reuter nařídil potopení floty. Friedrich der Grosse byl v roce 1936 vyzdvižen a rozebrán na šrot. Lodní zvon byl do Německa v roce 1965 vrácen a nyní se nachází v ústředí floty v Glücksburgu.